# Daihatsu Move Canbus
Daihatsu Move Canbus (яп. ダイハツ・ムーヴキャンバス, хепбёрн Daihatsu Mūvu Kyanbasu) — ретростилизованный кей-кар с задними сдвижными дверями, выпускаемый с 2016 года японским автопроизводителем Daihatsu. Несмотря на шильдик «Move», автомобиль основан на Tanto.
Название «Canbus» представляет собой комбинацию глагола «Can» (в пер. с англ. — «мочь, уметь»), описывающего способности автомобиля, и существительного «Bus» (в пер. с англ. — «автобус»), описывающего форму автомобиля, похожую на автобус. При разработке дизайна компания Daihatsu опиралась на Volkswagen Type 2.
Daihatsu Move Canbus разработан на базе концепт-кара Hynata, впервые продемонстрированного в 2015 году на Токийском автосалоне параллельно с фудтраком Tempo и автобусом для перевозки маломобильных граждан Noriori. В основном, автомобиль ориентирован на женскую аудиторию продаж.

## Первое поколение (LA800; 2016)
Первое поколение Daihatsu Move Canbus выпускалось с 2016 по 2022 год. Автомобили оснащались рядным трёхцилиндровым двигателем KF-VE объёмом 658 см3, мощностью 38 кВт (51 л. с.).

### Галерея
- 2016 Move Canbus X SA II (LA800S)
- 2016 Move Canbus X Make Up SA II (LA800S)
- Интерьер

## Второе поколение (LA850; 2022)
Второе поколение Move Canbus было представлено 5 июля 2022 года. Автомобили выпускаются на платформе Daihatsu New Global Architecture (DNGA).
Существует 2 варианта: «Stripes» и «Theory». Варианты Stripes имеют белую верхнюю половину и конец капота, в то время как варианты Theory имеют исключительно один металлический/жемчужный цвет. Комплектации: X, G и G Turbo.
Автомобили оснащаются рядным трёхцилиндровым атмосферным двигателем KF-VE объёмом 658 см3, мощностью 38 кВт (51 л. с.) или же турбированным двигателем KF-DET объёмом 658 см3, мощностью 47 кВт (63 л. с.).

### Галерея
- Вид спереди
- Вид сзади

## Продажи
В июле 2022 года компания Daihatsu установила целевой показатель продаж Move Canbus на уровне 6500 единиц на момент перехода от первого поколения ко второму. Больше всего автомобилей (83440) было продано в 2023 году.
| Год  | Япония |
| ---- | ------ |
| 2016 | 29,053 |
| 2017 | 76,732 |
| 2018 | 74,326 |
| 2019 | 68,487 |
| 2020 | 57,183 |
| 2021 | 58,342 |
| 2022 | 55,835 |
| 2023 | 83,440 |
| 2024 | 41,989 |